# تلف الأعضاء النهائي
تلف الأعضاء النهائي (بالإنجليزية: End organ damage) هو ضعف شديد في أعضاء الجسم الرئيسية بسبب ارتفاع ضغط الدم أو حالات انخفاض ضغط الدم أو انخفاض حجم الدم. يمكن أن يظهر هذا على شكل نوبة قلبية أو قصور في القلب، أو وذمة رئوية، أو عجز عصبي بما في ذلك السكتة الدماغية، أو فشل كلوي حاد.

## الفيزيولوجيا المرضية
يحدث تلف الأعضاء عادةً في حالات ارتفاع ضغط الدم الشديد أو حالات الصدمة حيث يوجد انخفاض شديد في ضغط الدم أو انخفاض حجم الدم في الدورة الدموية.

### ارتفاع ضغط الدم
عندما يكون ضغط الدم مرتفعًا بشكل خطير (> 180/120 ملم زئبق) أو يكون معدل الارتفاع في ضغط الدم سريعًا، فإن كمية كبيرة من الدم المتدفق في مساحة صغيرة تخلق اضطرابًا ويمكن أن تلحق الضرر بالبطانة الداخلية للأوعية الدموية. يتم تنشيط أنظمة الإصلاح في الجسم عن طريق التلف، وتعمل مكونات الدم المنتشرة، مثل الصفائح الدموية، على الإصلاح. يمكن أن يؤدي ترسب الصفائح الدموية إلى تشويش مساحة الأوعية الدموية وإضعاف قدرة الجسم الطبيعية على إنتاج أكسيد النيتروز، الذي من شأنه أن يوسع الأوعية الدموية ويساعد على خفض ضغط الدم. عندما يضغط الضغط المرتفع على جدران الأوعية الدموية المتضيقة، يغادر السائل الجزء الداخلي من الأوعية الدموية وينتقل إلى الفراغات خارج الوعاء الدموي. وهذا يضعف تدفق الدم الضروري ويقطع الأكسجين المتداول، مما قد يؤدي إلى موت الأنسجة وتلف دائم في الدماغ والقلب والشرايين والكلى. قد يحدث هذا نتيجة لارتفاع ضغط الدم المزمن أو سوء السيطرة عليه، أو تعاطي المخدرات غير المشروعة، أو كمضاعفات للحمل. وقد أظهرت الدراسات الحديثة أن تنشيط الجهاز المناعي قد يكون أيضًا متورطًا بشكل وثيق في تطور تلف الأعضاء في حالات ارتفاع ضغط الدم.

### صدمة (حالات الهبوط الدموي)
تحدث الصدمة عندما لا يكون لدى الجسم الدورة الدموية الكافية لتوفير الأكسجين لأنسجة الجسم. تحدث صدمة نقص حجم الدم بسبب انخفاض حجم السوائل المتداولة في الأوعية الدموية. الصدمة التوزيعية، والتي يمكن أن تحدث بسبب الحساسية المفرطة أو الإنتان، تؤدي إلى تمدد واسع النطاق للأوعية الدموية في الجسم مما يؤدي إلى انخفاض ضغط الدم. في حالات الانخفاض الشديد في حجم الدورة الدموية أو عدم القدرة على الحفاظ على ضغط دم مناسب، لا تتلقى أنسجة الجسم ما يكفي من الأوكسجين والمواد المغذية. عندما تفتقر الأنسجة إلى الأكسجين والدورة الدموية الكافية، يمكن أن تفشل الأعضاء.

## العرض السريري

### ارتفاع ضغط الدم[3]

#### تعريفات هامة
- أزمة ارتفاع ضغط الدم - ضغط الدم > 180/120 ملم زئبق مع أو بدون علامات تلف الأعضاء.
- إلحاح ارتفاع ضغط الدم - ضغط الدم > 180/120 ملم زئبق دون وجود علامات على تلف الأعضاء.
- فرط ضغط الدم الإسعافي - ضغط الدم أكبر من 180/120 ملم زئبق مع وجود علامات تلف الأعضاء.

#### الأعراض السريرية
- تغيير الحاله العقلية.
- ضيق في التنفس.
- ألم صدر.
- تورم الأطراف السفلية.
- نفخة قلب جديدة.
- ضغط الدم غير المتكافئ - قد يكون علامة على تسلخ الأبهر.
- الصداع أو الدوخة.
- العجز العصبي - قد يكون بسبب سكتة دماغية أو نوبة نقص تروية عابرة.
- تغيرات الرؤية.

### صدمة

#### تعريفات هامة[7]
- متلازمة الاستجابة الالتهابية الجهازية (SIRS)، وتستوجب وجود معيارين على الأقل:
  - درجة حرارة الجسم أكبر من 38 أو أقل من 36 درجة مئوية.
  - معدل ضربات القلب > 90 نبضة في الدقيقة.
  - معدل التنفس > 20 نفسًا في الدقيقة أو الضغط الجزئي لثاني أكسيد الكربون <32 ملم زئبق.
  - عدد خلايا الدم البيضاء أكبر من 12000 أو أقل من 4000 لكل ميكروليتر أو أكبر من 10% في الأشكال أو النطاقات غير الناضجة.

- تساعد نتيجة درجة تقييم فشل الأعضاء المتسلسلة (درجة SOFA) على التنبؤ بخلل الأعضاء خارج وحدة العناية المركزة من خلال تقييم 3 مكونات:
  - ضغط الدم الانقباضي <100 ملم زئبق.
  - الحد الأقصى لمعدل التنفس > 21 نفسا في الدقيقة.
  - أقل درجة في غيبوبة جلاسكو <15.

#### الأعراض السريرية[8]
- تغير الحالة العقلية - قد لا يكون الشخص مدركًا الشخص أو المكان أو الزمان.
- تأخر إعادة ملء الشعيرات الدموية - قد يصبح الجلد شاحبًا أو مرقشًا، وقد تكون الأطراف باردة.
- قلة أو عدم إنتاج البول - ضعف إنتاج البول.
- غياب أصوات الأمعاء.

## التقييم وإجراءات التشخيص

### الفحص البدني
- القلب - تقييم بداية فشل القلب (تورم الساق، نفخة جديدة).[3]
- الرئتان - يمكن أن يؤدي الحمل الزائد للسوائل أو العدوى إلى ضيق التنفس.[3]
- الجهاز العصبي - يجب إجراء فحص عصبي مفصل لتقييم السكتة الدماغية[3] وأمراض الأوعية الدموية الطرفية.[9]
- تنظير قاع العين - فحص العين الذي يمكن أن يظهر علامات ارتفاع ضغط الدم بما في ذلك الوذمة الحليمية ونزيف الشبكية.[3]

### التحليل المختبري
- تعداد الدم الكامل - التحقق من انخفاض عدد خلايا الدم الحمراء وارتفاع عدد خلايا الدم البيضاء.[8]
- لوحة التمثيل الغذائي الأساسية - تقييم وظائف الكلى باستخدام الكرياتينين ونيتروجين اليوريا في الدم.[8]
- تحليل البول - قد يظهر البروتين الزائد (ارتفاع ضغط الدم) أو البكتيريا أو خلايا الدم البيضاء في البول (العدوى).[8][3]
- اختبار تحري المخدرات - يمكن للمخدرات غير المشروعة مثل الكوكايين والفينول الخماسي الكلور أن تزيد من ضغط الدم بسرعة.[3]
- إنزيمات القلب - قد يشير ارتفاع التروبونين والببتيد الناتريوتريك في الدماغ إلى الضغط على القلب.[3]
- اختبار الحمل - يمكن أن يسبب تسمم الحمل أثناء الحمل ارتفاعًا خطيرًا في ضغط الدم.[3]
- اللاكتات - يشير ارتفاع اللاكتات في الدم إلى أن مناطق الجسم لا تحصل على ما يكفي من الأوكسجين.[8]
- الزراعات - ينبغي جمع مزارع الدم والمزارع الخاصة بالمصدر (البول، البلغم، وما إلى ذلك) عند الاشتباه في حدوث صدمة إنتانية من أجل تحديد ومصدر العلاج وهدفه.[8]

### التصوير
- الأشعة السينية للصدر - قد تظهر علامات العدوى أو تراكم السوائل[8] أو تضخم القلب.[9]
- مخطط كهربية القلب - التحقق من وجود خلل في القلب.[3]
- مخطط صدى القلب - قد تظهر علامات سماكة عضلة البطين الأيسر بسبب قصور القلب.[9]
- التصوير المقطعي المحوسب للرأس - قد تظهر عليه علامات السكتة الدماغية.[3]
- التصوير المقطعي المحوسب للأوعية الدموية - تقييم علامات تسلخ الأبهر.[3]

## التدبير العلاجي

### ارتفاع ضغط الدم
عندما يكون هناك قلق من وجود أو تطور تلف في العضو، يجب خفض ضغط الدم بشكل عاجل باستخدام الأدوية الخافضة للضغط عن طريق الوريد. يجب إدخال المرضى إلى المستشفى لمراقبتهم عن كثب بحثًا عن مضاعفات تلف الأعضاء، وخاصة السكتات الدماغية. يجب خفض ضغط الدم بحد أقصى 10% خلال الساعة الأولى و25% خلال أول ساعتين لأن الانخفاض السريع في ضغط الدم يمكن أن يؤدي إلى انخفاض تدفق الدم في الدماغ ويسبب تطور السكتة الدماغية. بمجرد استقرار ضغط الدم، يمكن تغيير المرضى من الأدوية الوريدية إلى الأدوية الفموية.
بالنسبة للمرضى الذين يعانون من ارتفاع ضغط الدم منذ فترة طويلة، يعد تثقيف المريض حول أهمية تناول الأدوية الموصوفة باستمرار والحفاظ على التحكم الجيد في ضغط الدم أمرًا بالغ الأهمية.[2] بالإضافة إلى ذلك، قد تركز العلاجات المستقبلية ليس فقط على التحكم في ضغط الدم ولكن أيضًا على تقليل الالتهاب الموضعي الذي يمكن أن يؤدي إلى تلف الأعضاء.
في المرضى الحوامل حيث يوجد قلق من الإصابة بتسمم الحمل، يجب إعطاء المريضات كبريتات المغنيسيوم ودخولهن إلى المستشفى. يجب مراقبة إخراج البول والتنفس وردود الفعل عن كثب مع القلق من تطور تدهور وظائف الكلى وسمية المغنيسيوم. يجب علاج ضغط الدم الانقباضي بالأدوية الخافضة للضغط فقط إذا كان أعلى من 160 ملم زئبقي.

### صدمة
عندما يكون المريض في حالة صدمة، فإن تطور تلف الأعضاء الطرفية يكون عادةً بسبب حجم الدم المنتشر أو ضغط الدم الذي لا يكون مرتفعًا بما يكفي للحفاظ على إمداد الأكسجين والمواد المغذية للأعضاء الحيوية. يركز العلاج الأولي على استقرار المريض. يتم إعطاء السوائل لزيادة حجم الدم المتداول. يمكن أيضًا إعطاء مثبطات الأوعية الدموية، وهي الأدوية التي تعمل على انقباض الأوعية الدموية، من أجل الحفاظ على ارتفاع ضغط الدم ومساعدة الأعضاء الحيوية على الحصول على ما يكفي من الأوكسجين والمواد المغذية. قد تساعد الستيرويدات عالية الجرعة، مثل الهيدروكورتيزون، أيضًا في الحفاظ على ضغط الدم لدى المرضى. غالبًا ما تكون المراقبة الدقيقة في وحدة العناية المركزة ضرورية لقياس ضغط الدم.
الخطوة التالية في علاج تلف الأعضاء الطرفية بسبب الصدمة الإنتانية هي تحديد مصدر العدوى وعلاجها. يمكن البدء بالمضادات الحيوية واسعة النطاق والتي ستعالج العديد من البكتيريا المحتملة قبل أن تقوم المزارع بتنمية البكتيريا المحددة المسببة للعدوى. بمجرد أن تحدد الثقافات سبب العدوى، يمكن تغيير العلاج بالمضادات الحيوية بحيث يغطي فقط ما يحتاج إلى علاج. علاج مصدر العدوى يجب أن يحل مشكلة انخفاض ضغط الدم الذي يضر بوظيفة الأعضاء الحيوية. يمكن علاج المضاعفات، بما في ذلك متلازمة الضائقة التنفسية الحادة، وقصور كلوي حاد، واضطرابات الكهرل، بشكل استباقي وإدارتها على أساس فردي.